# Óscar Alegre (futbolista)
Óscar Adrián Alegre (General Ballivián, Argentina, 6 de marzo de 1986) es un futbolista argentino. Juega como delantero y actualmente milita en el Chaco For Ever de la Torneo Federal A.

## Clubes
| Club               | País       | Año       |
| ------------------ | ---------- | --------- |
| Argentinos Juniors | Argentina  | 2007-2008 |
| Juventud Antoniana | Argentina  | 2009-2010 |
| Bogor Raya         | Indonesia  | 2011      |
| Ñublense           | Chile      | 2012-2013 |
| Plaza Colonia      | Uruguay    | 2013-2014 |
| Santos             | Costa Rica | 2014      |
| Chaco For Ever     | Argentina  | 2016      |